# 賦

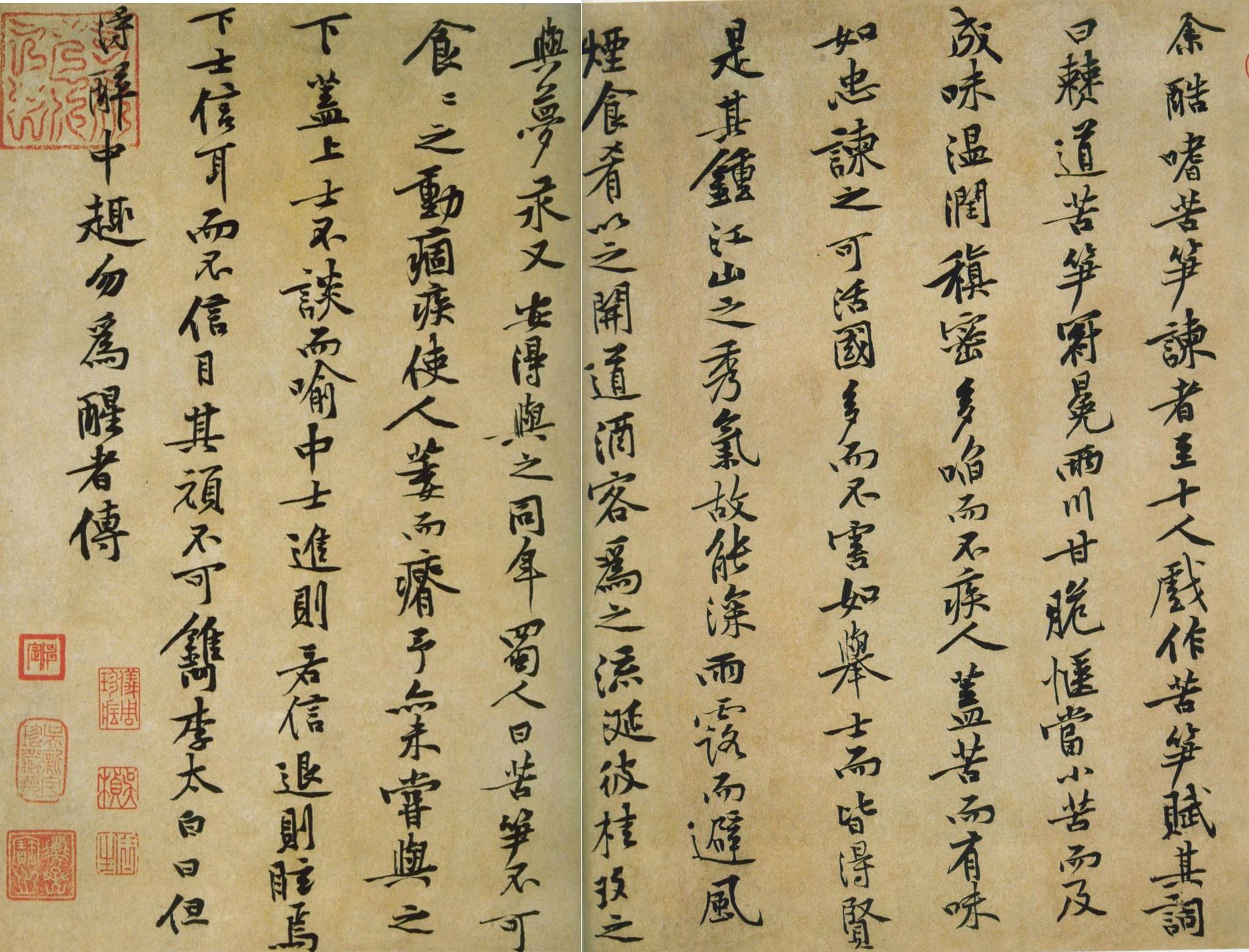
黄庭堅「苦笋賦」（1099年）

賦（ふ）とは、古代中国の韻文における文体の一つ。唐の詩や宋の詞などと並び、漢帝国を代表する文芸である。戦国時代に端を発し、形を変えながら遅くは清に至るまで存続した。
漢詩が歌謡から生まれたと考えられるのに対し、賦はもとより朗誦されたものと考えられている。文体の性格としては漢詩と散文の中間に位置する。賦は元来国ぼめの性質を持つとされ、都城の賛美に使われたほか、あらゆる場所・物・感情を網羅的に表現する手段として用いられた。漢代の賦は抒情的要素が少なく、事物を網羅的に描写する。時代が下ると抒情的な性格も強まっていき、また駢儷文や近体詩などの影響を受けるようになる。
賦についての研究・評論は清代において最盛期を迎える。しかし、過度に修辞的で現実的な感情に欠け、道義的主張が曖昧であるとして、20世紀の間は長らく、賦は中国の文人の批判するところとなった。このような歴史的経緯もあって、中国の賦文学研究は1949年から文化大革命の終わる1976年までほぼ消滅しかけていた。それ以降は、賦の研究は徐々に以前の水準を取り戻しつつある。
日本では『古今和歌集』においてかぞえうたと解釈され、和歌の理論の中に取り入れられているが、漢文体の賦やそれに類する日本語の文学作品の制作が試みられた時期もあった。また西洋においては賦に類似するものとして頌歌が挙げられる。

## 字義
中国古典において「賦」という言葉が初めて見えるのは周代であり、詩の朗誦のように提示することを意味していた。本来「賦」は「敷」に通じ、広く敷きのべる・頒布する意味がある。文学上の字義としては、広く行き渡らせる意味から転じて、声を大にして人々に聞かせる意、すなわち朗詠や詩作を意味することとなった。このような用法は早くは『春秋左氏伝』に見えている。韻文の形式としての賦は、事物を並べる意と口誦する意を兼ねて成立したものと言える。またこれと別に、『詩経』の六義の1つとして直接的に思ったことを叙述することを表す用法もある。
「賦」字の解釈をめぐっては、古来2つの文脈があった。1つには『周礼』の鄭玄注に「賦之言鋪、直鋪陳今之政教善悪（賦の言は鋪なり、直だ今の政教の善悪を鋪陳す）」と言い、賦を鋪（＝敷く・並べる）、つまり言葉を並べるものと定義する。また一方班固は『漢書』芸文志において、「不歌而誦謂之賦（歌わずして誦す、之れを賦と謂ふ）」と定義する。

## 歴史

### 起源
賦はしばしば『楚辞』から派生したとされる。『楚辞』はシャーマニズムの祭祀音楽に由来することが知られているが、これが時代を経てメロディを失うとともに、諸子百家らの修辞的な弁論術の影響を受けて、口誦文学としての賦の発生につながったと考えられる。実際に、『戦国策』にみる縦横家の弁舌や荀子の『賦篇』、そして南方に興った『楚辞』には、問答体の文章構成、羅列的・重畳的表現で賛美を尽くす技法など、漢代の賦につながる要素が共通して数多く含まれている。『楚辞』中の「卜居」「漁父」の2篇は漢代の賦の先駆と言ってよい。
代表作「離騒」をはじめとする屈原の作品は、その弟子とされる宋玉らの作品とともに「騒体賦（騒賦）」と呼ばれ、後世の賦の形式・内容の源流をなした。「離騒」に特徴的な形式や抒情性を受け継いだものを前漢以降特に辞と呼び、辞と賦とを併せて辞賦と称することもあるが、両者の区別は必ずしも判然とせず、賦はしばしば辞を含めた包括的な文体名としても用いられる。一方で朱熹が『楚辞後語』で「長門賦」に言及したように、賦と題する作品でも辞に含められることもある。
年代の明らかな現存最古の賦は、紀元前170年頃に作られた賈誼の「鵩鳥賦」である。賈誼の現存の作中に、彼が長沙への流謫に際して「離騒」になぞらえて作った賦に言及しているが、この作品は散逸している。

### 漢代

#### 前漢
賦の最盛期は漢初である。紀元前2世紀の賦の黄金時代には、優れた賦作家の多くが楚から現れた。前170年ごろの賈誼「鵩鳥賦」は長沙への追放の3年後に書かれたものであり、「離騒」ほか屈原の作の形式に倣っている。「鵩鳥賦」は知られている最古の作品であると同時に、作者の人生における立ち位置について思索を広く述べている点で特異である。

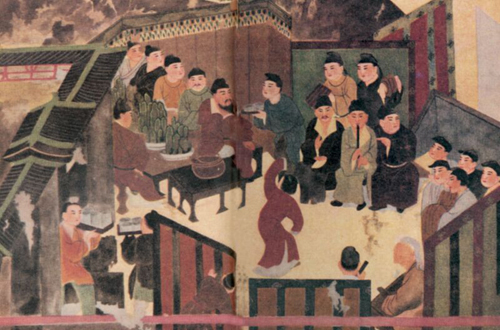
前漢の梁王劉武の屋敷で賦を競う人々。（宋・「梁孝王梁園文学会」）

景帝は辞賦を重んじなかったため、枚乗や鄒陽ら当時の賦家は呉の劉濞や梁の孝王の下に集い、多くの賦を世に遺した。前141年に王位を継いだ武帝の54年に及ぶ治世は、大賦（古賦）の黄金時代と言われる。武帝は長安の宮廷に名だたる賦家を呼び寄せ、多くの作家が賦を宮廷中で披露した。武帝の治世における最初期の大賦は枚乗による「七発」である。この「七発」以来、賦は道徳的・啓蒙的内容を述べながら虚飾的な耽美性をもつという相矛盾する性質を備えるようになる。
大賦の黄金時代を築いた作家の中で、司馬相如は白眉と見なされる。成都の生まれで、武帝が偶然彼の作「子虚賦」を読んだ際に彼を宮廷に招いたと言われる（この逸話はおそらく後付けである）。前136年に都に上ると、司馬相如は「子虚賦」を傑作「上林賦」に発展させた。この賦は一般にもっとも有名な賦とされる。原題は「天子遊獵賦」だったとされ、長安の東に作られた皇帝の狩場を称えるものであるが、奇語・難語や僻字を多用し、西晋の郭璞による注釈がなければ今や解読しえないものであった。次の一節は「子虚賦」の前半、鉱物・貴金属・動植物の名前を押韻しながら列挙する部分であるが、事物の陳述と奇語の多用という大賦の特徴をよく示している。
| 司馬相如「子虚賦」抄（太字は韻字を示す）         |  |                                                                |
| 雲夢者、方九百里、其中山有焉。                   |  | 雲夢は方九百里、其の中に山有り。                               |
| 其山則、盤紆岪鬱、隆崇嵂崒、岑崟參差、日月蔽虧。 |  | 其の山は則ち盤紆岪鬱、隆崇嵂崒、岑崟參差として、日月は蔽虧す。 |
| 交錯糾紛、上干青雲、罷池陂陁、下屬江河。         |  | 交錯糾紛として上に青雲を干し、罷池は陂陁として下に江河を屬す。 |
| 其土則、丹青赭堊、雌黄白坿、錫碧金銀。           |  | 其の土は則ち、丹青・赭堊・雌黄・白坿・錫碧・金銀。             |
| 衆色炫耀、照爛龍鱗。                             |  | 衆色は炫耀、照爛として龍鱗たり。                               |

この作品をはじめとして大賦には、部首の視覚的統一や双声・畳韻（音韻的に類似する語を重ねるオノマトペ的表現）といった用字上の工夫が凝らされた。「嵂崒」や「岑崟」といった『説文解字』やその他の甲骨文・金文・簡帛などにほとんど例を見ない奇字や奇語の類が多く出現するのは、その結果として起こったものである。このように大賦は視覚的・聴覚的な鑑賞に堪える芸術作品であり、その発展は書法や絵画、吟詠といった諸芸術の発展とも軌を一にしていた。
これらは純粋な詩的遊戯として朗読し披露され、制約にとらわれない娯楽と道徳的訓戒を一作品の中に融合させた最初の中国文学であった。しかし武帝の宮廷文化は、賦に大言壮語を尽くした結果、風紀をただす機会を逸したと後に批判され始めた。大賦批判の急先鋒は、漢の作家の一人であった揚雄である。若き揚雄は司馬相如を賞賛し模倣していたが、のちに大賦に批判的になる。彼は賦の本来の目的は「諷」、つまり主君に諷諫することにあると考えていたが、賦の過度に修辞的な主張と複雑な語彙とが、聞く者・読む者をして美的な面にのみ驚嘆せしめ、道徳的な内容が抜け落ちてしまったと考えたのである。揚雄は漢初の賦と『詩経』の賦に似た作品を並べて、『詩経』の詩は道徳のあるべき姿を述べていたが、漢代の賦は「必也淫（行き過ぎている）」と述べる。漢代の賦の大家として知られる一方で、揚雄の賦は受け手に道徳的規律を促していることでよく知られる。

#### 後漢
後漢のもっとも著名な賦作家は張衡と蔡邕である。張衡の著にはかなりの数の賦があり、後漢の典型となる短篇の賦の祖となった。張衡の最初期の作として知られるのは、のち唐の楊貴妃に愛されたことで有名となる驪山温泉（今日の華清池）を述べた「温泉賦」である。 「二京賦」も張衡の傑作として知られる。張衡は、漢代の2つの都・洛陽と長安を比較した班固の「両都賦」への応答として、10年に及んで賦の素材を収集した。張衡の賦はきわめて風刺的で、武帝をはじめとする前漢期の特徴を巧みに模倣する。この作品は、歓楽街を含めた二都の華やかな生活を緻密に描いている。
蔡邕は張衡と同様に、数学・天文・音楽への興味に加えて、多作な文章家であった。159年、蔡邕は帝の前で古琴を弾くため長安に招かれたが、到着直前に病気になり、故郷に帰った。彼の最も著名な賦「述行賦」では、その旅程が詩につづられている。「述行賦」では、歴代の不誠実で不正直な君臣の例を引き、同様の罪で都の宦官を批判している。
2世紀後半から3世紀初頭にかけて多くの賦作家が大詩人と見なされるが、その特徴は漢王朝滅亡後の混乱と荒廃を描写した点にある。192年の董卓暗殺の後、漢の遺民となった王粲は、「登楼賦」と題する有名な賦を作った。これは王粲が荊州付近にあった楼閣に登り、旧都・洛陽の方角を物憂げに眺めるさまを動的に描いたものである。禰衡の「鸚鵡賦」のように、詩人はしばしば賦の主題を自らになぞらえて用いた。禰衡は「鸚鵡賦」で、才能がありながら重んじられず、囚われの身のために発言も思うがままにならぬ学士としての境遇を、籠の中のオウムに託けた。三国時代、英雄曹操とその息子曹丕・曹植の邸宅は詩壇となり、この遊苑から生まれた多くの賦が今日まで残っている（建安文学）。

### 六朝
六朝の間には詩が徐々に台頭したが、賦は六朝文学の中で未だ主要な地位を占めていた。晋の左思が魏・呉・蜀の都の壮麗さを詠んだ「三都賦」が当時あまりにも人気を博し、人々が競ってこれを書き写したために、洛陽の紙価が上がったという逸話は有名である。梁代には古典文学史上最大の文芸集『文選』が編まれているが、賦はこの中で全37ジャンルの冒頭に置かれている。『文選』は漢初から梁までの全ての賦を集めており、以来賦研究の上での伝統的資料となった。現存する漢賦やその他の詩の大部分は、種々の作品に引かれたものを含め、『文選』などに残されたものである。
抒情賦（辞）と詠物賦は漢王朝ではまったく異なる体裁を取っていたが、2世紀以降はほとんど区別がなくなった。 漢帝国の衰亡に伴って、宮廷文学としての華美な大賦の形式は消滅していく一方、詠物賦は引き続き広く作られた。西晋の陸機以降は、四字句や六字句を多用する文体が定着し、美文化の傾向が著しくなる。魏晋南北朝期の賦の形式を駢賦（俳賦）とも言う。
謝霊運は六朝期を通じて、陶淵明に次いで最も有名な詩人の一人である。やや上の世代の陶淵明とは対照的に、謝霊運は難語や暗喩、対句を多用する。 謝霊運の代表作は、司馬相如の「天子遊獵賦」の形式に範を取り、漢の大賦に似せて私有地を描いた「山居賦」である。 古典的な漢賦と同様、この詩では僻字・難字を多用するが、「山居賦」には 謝霊運自身の注が添えられている点で独特である。
南朝梁代、依然として賦は文体として人気を博したが、五言詩や七言詩が台頭し始め、唐代にかけて詩は完全に賦に取って代わることとなる。謝霊運の「山居賦」をオマージュした沈約の「郊居賦」など古典的な賦の形式を継いだ作品もあったが、これに従わないものも多くなった。簡文帝による「採蓮賦」は短篇の抒情賦で、流布していた抒情詩を自由に取り入れつつ、華南を喜びと官能にあふれた理想郷として描き出した。蓮を採る行為は伝統的に農婦と結びつけられてきたが、5世紀初頭には賦や詩における一般的な主題となった。
庾信は、歴代最後の賦の大家として知られる。庾信は顔之推と同じく華南に生まれ、南朝の敗北後に北朝の北周に移住することを余儀なくされた後は、南朝の滅亡を南方文化や生活の喪失として描き出すことに腐心した。 庾信の代表作は、江南とその文化の滅亡という時代に翻弄された人生を描いた「哀江南賦」である。

### 唐～清
唐の時代、賦は著しい変貌を遂げることとなる。唐初には賦が科挙の一部に組み込まれ、この要請を受けて律賦という新しい賦の形式が旧来の賦に取って代わった。律賦は形式や表現に厳しい制約があり、全体を通じて所定の韻律を守らなければならない。加えて、平仄の配置にも規則がつくられた。押韻や双声・畳韻といった音韻的な近似性の意識は漢代以前から存在したものの、声調については意識されていなかった。しかし5世紀に伝来したサンスクリットやパーリ語の仏典の研究が四声の自覚を促し、中国語の音韻の体系化に向かわせたのである。唐の文章家は従来の賦の主題に、典故に基づく道徳的要素を新たに取り入れた。
こうした駢賦や律賦の流行は、形式と修辞ばかりが先行し、賦を漢代の諷諫や苛烈な現実描写の精神から遠ざける結果を招いた。古文復興運動とも呼応して、826年、杜牧の「阿房宮賦」が散文で自由に韻を踏む文賦と呼ばれる新たな賦の基礎を確立し、晩唐から宋にかけての賦の主流となった。欧陽脩の「秋声賦」、蘇軾の「赤壁賦」などは今日にも名高い。9世紀～10世紀までには、伝統的な賦は主に歴史研究の対象となり、科挙に取り入れられたことで広く読まれ筆写された。
文学史において明清時代の賦が言及されることはほとんどないが、依然として文賦や律賦の創作は盛んに行われていた。明清の八股文の影響を受けた文体を股文賦と呼ぶこともある。また、特に清代にかけての考証学の隆盛とともに、賦に関する研究・著作は古今に類を見ないほどの隆盛を見せる。清の陳元龍は、当時知られていた4155の賦を集め、1706年に『歴代賦彙』として発刊した。また同じく清代の賦集『賦海大観』には12000余篇が収められており、その大半は清人の作である。同時代には他にも多くの賦集が作られたが、これらは特に賦文学の二大総集とされている。更に清代には「賦話」と呼ばれる、賦を専門的に論じる随筆的文学が現れる。欧陽脩の『詩話』以来しばしば書かれてきた「詞話」「四六話」などの文体別の評論文に連なるものであり、李調元『賦話』や浦銑『歴代賦話』などが有名である。

### 近代
賦、とりわけ漢代の賦は歴代の文学ジャンルの中でもとりわけ多くの毀誉褒貶にさらされてきた。道義的意義が曖昧であるとする批判は前漢の揚雄に始まり、以後多くの学者の述べるところであるが、辛亥革命以来の近代中国ではこうした儒教的価値観からの批判に加えて、封建的社会制度への懐疑が賦文学の評価に影を落とすこととなる。1930年代には、金秬香や陶秋英らによる優れた研究書が現れる一方で、鄭振鐸や胡適などの名だたる文人が漢賦に激しい批判を加えている。また柳存仁は1948年に、晩期の賦が文人貴族の媚びへつらいの玩具に成り下がり、何の価値も見出せないものとなったと批判している。こうした社会的風土の下で賦はほとんど等閑視され続け、本格的な文学的研究が現れるようになったのは1980年代末になってからのことであった。1990年代から2000年代にかけて出版された『両漢大文学史』や『辞賦散論』などは、古代中国における芸術上の一大高峰を極めた物として賦を論じている。

## 特徴
押韻は通常、換韻がなされ、一韻到底は少ない。換韻は意味的な段落が変わるときになされることが多い。隔句韻が最も多く、また毎句韻も多い。しかし、散文的要素が強い場合、長く押韻しないものもしばしばである。
本文とは別に、賦の前後には「序」と「乱（または系など）」が添えられる。序は作賦の趣旨などを述べ、乱などは全篇の内容を要約するものとされているが、必ずあるとも限らず、これらが本文と融合して区別の困難なものもある。一般に、抒情的な内容の賦には序や乱がつくことが多い。

### 分類
賦の分類に関しては、明の徐師曽が『文体名弁』で提唱した大賦（だいふ）・駢賦（べんぷ）・律賦（りっぷ）・文賦（ぶんぷ）の4分類が広く用いられている。時代や形式に応じた区別であるが、対句や平仄を重視するか否かで古賦と律賦の2種に大別する場合もある。
大賦は漢代に特徴づけられる賦で、漢賦ともいう。また文賦と合わせて古賦（こふ）とも言われる。問答体形式を取ることが多く、散文の句（散句）を交えていることを特徴とする。句の字数は『詩経』や『楚辞』の形式を継承して四言や六言が多いが、三言・五言・七言なども見られる。かなりの長句もめずらしくない。また、漢代の賦の中でも騒体賦と呼ばれるものは、大賦とは形式面である程度区別される（詳しくは辞を参照）。
駢賦は魏晋～六朝時代に特徴づけられる賦で、俳賦（はいふ）ともいう。対句や典故など駢文の要素が多く取り入れられ、その実、押韻された駢文ともいえる。四字・六字句においては、二字・四字目に平仄を逆にするという慣習が斉のころから定着し始める。漢賦に比べて一篇の長さが極めて短く、長編の作品は少ない。なお六朝時代後期になると、五言詩や七言詩など近体詩の形式が取り入れられるようになった。
律賦は唐代、宋代において科挙に採用された試験のための賦のことをいう。平仄が重視され、駢賦よりも厳格な対句が要求された。また押韻の仕方に制限があり、試験官によって使われる韻字が決められた。8つであることが多かったので八韻律賦とも言われる。字数制限もあり、大体400字以内に収められた。
文賦は中唐以後、韓愈らの古文復興運動の影響を受けて成立した散文風の賦のこと。形式的には漢賦に近いので、漢賦と駢賦を合わせて古賦と呼ぶことがある。しかし、漢賦が事物の羅列に終始し、飾り立てるような字句を好んで使ったのに対し、中身のある質実剛健な文章が好まれ、漢賦よりもより散文に近づいている。押韻は比較的に自由であり、句の字数も不揃いであることが多い。

### その他の賦
古賦・駢賦・律賦・文賦の名称は形式的区分によるものである。さらに鈴木虎雄は清代の八股文の影響を受けた文体をこれに加え、股文賦（こぶんふ）と名付けている。八股文はそれ自体に文賦の影響を受けたものでもあり、股文賦は歴代の賦の形式を集大成したもので、それ自身に特色を持つものではない。
また、宮廷文学として愛好された絢爛豪華な賦の伝統とは別に、比較的身分の低い人々の間に口誦された口語交じりの賦文学があったことが、敦煌文書に残る「韓朋賦」などから明らかになっている。これら一群の作品は俗賦と呼ばれ、通俗的かつ物語的要素を含む点で異彩を放っており、当時の口語を知る手掛かりとしても貴重な史料である。その発生時期については議論が分かれていたが、1993年に出土した尹湾漢簡の中に「神烏賦」が発見されたことにより、前漢にまで遡ることが確実となった。この発見は、賦が民間文学に起源を持つとする近年の新説にも一石を投じることとなった。

### 主題

#### 詠物賦
紀元前130年～100年の間、武帝は一連の軍事行動と侵略によって漢の領域を中央アジア、ベトナム北部から朝鮮半島まで急速に拡大する。領土の広がりに伴って、外国からおびただしい数の動植物や物品・珍品が長安の都に持ち込まれ、こうした目新しい事物を詠み込み記録する詠物賦が漢代を通じて官僚や詩人の間に流行した。詠物賦は賦文学の主流となり、膨大な器具や事物・事象を網羅した。西晋以降に類書が登場するまで、賦は百科事典としての役割も担っていた。また漢代には賦を頌とも言い、地大物博を誇るための国ぼめの手段としても用いられた。
中国史上最大の女流詩人として知られる班昭は後漢の和帝のころに「大雀賦」を遺しており、これは110年ごろパルティアから漢の宮廷に持ち込まれたダチョウを詠んだものとされている。学者の馬融は古代のボードゲームにまつわる賦を2つ作っている。「樗蒲賦」は老子が西域へ旅立った後に発明したとされる樗蒲を描き、また「囲棋賦」は囲碁に関する最初期の記述である。後漢の司書王逸は、『楚辞』の諸本の1つ『楚辞章句』の編者として最も有名であるが、2世紀初頭の詠物賦の作家でもある。「茘枝賦」はライチを詩に読んだ最初の作品とされている。
曹操の詩壇では、建安の七子として知られる詩人たちがそれぞれに賦を作り、詠物賦の名作の数々を生み出した。曹操がたぐいまれな品質の大きな瑪瑙を与えられ、これを頭絡に仕立てた際には、詩人らは各々「瑪瑙勒賦」を作った。 曹操の宮廷で作られた詠物賦としては、西域のインド周辺のサンゴや貝の素材から作られた椀を詠んだ「車渠椀賦」もある。
束晳の賦は中国の食物史によく知られるところである。彼の「餅賦」は、麺・饅頭・餃子などの当時はまだ伝統的な中華料理とは言えなかった粉物料理を網羅的に記述している。西晋の文学者・傅咸の「紙賦」は、150年ほど前に発明された紙についての初期の記録である。

#### 諷刺
社会政治諷刺の一手段としての利用は、賦に結びついた伝統の1つである。例えば、実際に受けるべき栄誉や賞賛を与えられず、時の君子や権力者から不当に追放された忠臣を主題とするもの（賢人失志の賦）などである。『楚辞』中の屈原の手になるとされる「離騒」はこうした伝統の最初期の作品として知られ、賦文学の祖であると同時に詩の題材としての政治批判を取り入れた初の作品でもある。不当な追放という主題は瀟湘詩の発展とも関連している。これは、形式的またはテーマ的に詩人の追放の悲しみに基づく詩であり、直接的なものもあれば、友人や史上の英雄の人格を借りて隠喩的に行われることもある。隠喩は、皇帝を露骨に非難すれば罪せられる可能性のある詩人の取った安全な諷刺の手段であった。漢代を通じて、賦の形式的な発展とともに、間接的・隠喩的な諷刺を盛り込む手法も発展した。班固は『漢書』において、屈原の賦を賢人失志という主題を文学的主題に用いた例として言及している。
形式的な面から言えば、このような主題を持つ作品は、騒体賦の形をとることが多い。四言を基調とし、事物の陳述を志向する詠物賦の形式に対して、楚の訛りを持つ騒体賦の音調は抒情性を含むものとして志向される傾向にあったからである。言い換えれば、漢代には文体や主題を異にする2種類の賦が行われたことになる。中国学者ヘルムート・ウィルヘルムは次のように述べる。「（…）漢賦は数種類の類型に容易に分類することができる。全ての類型にはある特徴が共通して見られる。ほぼ例外なく、賦は批判を表明するものとして解釈でき、またそう解釈されてきた――時の君子に対して、あるいは君子の行いや、君子の下す特定の法や計画に対して。また権力者の寵愛する権力者を諫める場合もあれば、一般に、分別なく役人を重用することも批判の対象となった。前向きな色合いの賦で、作者自身やその仲間の重用をすすめる、あるいは特定の政治的な示唆を含む例はほとんど存在しない。端的に言えば、ほぼすべての賦は政治的な意図を含んでおり、加えてそのほとんどは君子とそれに仕える家臣の関係に関するものである。」

## 日本での受容
日本へは『文選』の受容とともに遅くとも7世紀には伝わっていたと推定される。『万葉集』の長歌に添えられる反歌は、作品の末尾に「乱」を付す辞賦の形式に学んだものであるとする説が有力である。万葉集にも歌を詠む意で「賦す」という表現が用いられているが、ここでの賦とはいわゆる長歌のことである。ただしこの表現はほぼ大伴家持による公儀の場での使用に留まっており、賦と題する歌は家持らによる「越中三賦」のほか類例を見ない。
『古今和歌集』仮名序には、『毛詩』序の六義に即して賦を「かぞへ歌」と述べている。中国で普遍的であった、六義における賦と文体としての賦を結びける考え方を踏まえたものであるが、「かぞえ歌」が実際にどのような和歌を指すものかは議論があり、感じたことを直叙した歌とも、物名を詠み込んだ歌とも言われる。
文章経国思想の興った平安時代初期には漢文の賦もいくつか作られている。9世紀初頭の『経国集』に17篇、11世紀半ばの『本朝文粋』にも平安朝に作られた賦15篇が収められ、菅原氏や大江氏をはじめとする平安貴族の賦への愛好をうかがうことができる。ただし大陸は既に中唐～晩唐のころとあっていずれも駢賦・律賦の影響を受けた小ぶりなもので、漢賦のような派手さや唐詩ほどの存在感は見出せず、日本の漢詩文詩壇において賦が定着することはなかった。この時期漢賦の問答体や戯曲的構成を受け継いだ作品としては、わずかに空海の『聾瞽指帰』などがある。
その後国風文化の隆盛とともに賦も廃れていくが、その後も『文選』は日本人の間で参照され続けた。「ゆく川の流れは絶えずして…」に始まる『方丈記』の序文は、『文選』中の陸機「歎逝賦」を踏まえたものであることが古くから知られている。五山文学の興隆した14世紀前後には再び賦が顧みられ、虎関師錬をはじめとする禅林僧らによって賦が盛んに作られた。
近世には松尾芭蕉らが俳文と呼ばれる文学ジャンルを興した。これは俳諧の性質を日記や紀行文などの散文に応用したもので、確固とした定義は明らかでないが、漢文に準じて典故の利用、対句などで調子を整えた語りの文体で、主題（底意）や諷刺性を伴うものと考えられる。この中で芭蕉の典型的な俳文とされる作品に「烏之賦」や「焼蚊辞」があり、万葉集の長歌と同じく「賦」を日本的文脈に定義した例と言える。川口久雄は、「賦はその後衰滅してしまうが、江戸期の俳諧文学において、漢文学の賦のパロディとして俳文の賦が新しいジャンルとして生れる。この変容された国語による俳諧の賦においてかえって文学的な生命をえて復活再生したように思う。」と評している。
日本において「賦す」とは漢詩を作ることから転じて広く詩や歌詞を作ることを言う。例えば日本の唱歌「早春賦」は「早春に詩を作る」の意である。